# Pithomictus
Pithomictus is een kevergeslacht uit de familie van de boktorren (Cerambycidae). De wetenschappelijke naam van het geslacht werd voor het eerst geldig gepubliceerd in 1864 door Pascoe.

## Soorten
Pithomictus omvat de volgende soorten:
- Pithomictus emandibularis (Heller, 1924)
- Pithomictus amboinicus Breuning, 1957
- Pithomictus decoratus Pascoe, 1864
- Pithomictus elegans Nonfried, 1894
- Pithomictus papuanus Breuning, 1959